# حاسوب البرنامج المخزون
إن حاسب البرنامج المخزون أو حاسوب البرنامج المُخترَن (بالإنجليزية: Stored-Program computer)‏ هو أحد الحواسيب التي تقوم بتخزين تعليمات البرامج في الذاكرة الإلكترونية.
ويقوم الحاسب الذي يملك هيكلة فون نيومان بتخزين بيانات البرامج وبيانات التعليمات في نفس الذاكرة، بينما يحتوى الحاسب الذي يملك هيكلة هارفرد على ذاكرات متفرقة لتخزين البرامج والبيانات.
ويستخدم حاسب البرنامج المخزون في بعض الأوقات كمرادف لهيكلة فون نيومان، على الرغم من أن البروفيسور جاك كوبلاند يرى أنه من غير اللائق الإشارة إلى الحواسيب الرقمية الإلكترونية للبرنامج المخزون بآلات فون نيومان'". ويوضح كل من هينيسي وباترسون بأن أنصار حواسيب البرنامج المخزن كانوا ينظرون إلى آلات هارفرد الأولى على أنها رجعية".
وتعود فكرة حاسب البرنامج المخزون إلى عام 1936م وفقًا للمفهوم النظري لآلة تورنغ العالمية. وكان فون نيومان على علم بهذا المقال، مما جعله يلقنه لمعاونيه أيضًا.
وكان العديد من النماذج الأولى للحواسيب مثل حاسب أتاناسوف بيري غير قابلة لإعادة البرمجة مرة ثانية. ولا تنفذ سوى برنامج واحد مثبت على الجهاز. كما أنها لا تحتوي على تعليمات للبرامج، بجانب أنها لا تحتاج إلى تخزين البرامج. وكانت بعض الحواسيب الأخرى تقوم بتخزين برامجها على الشريط المثقب والذي يقوم بمساعدة الآلات عند الحاجة، رغم أن هذه الحواسيب قابلة لإعادة البرمجة.
وفي عام 1936م قام كونراد زوس أيضًا بالتسابق في الحصول على براءة الاختراع فيما يتعلق بتخزين تعليمات الآلة في نفس مكان تخزين البيانات.
وتعد الآلة التجريبية الصغيرة (SSEM) الخاصة بجامعة مانشستر أول حاسب إلكتروني في العالم يستخدم برنامجًا مخزنًا، وذلك في 21 من يونيو 1948م. وعلى الرغم من أن هذه الآلة لم تكن حاسبًا متكاملًا، إلا أنه تم الاعتماد على إثبات المفهوم لإنتاج حاسب مانشستر مارك 1. وفي 6 من مايو 1949م، قام أول حاسب إلكتروني (EDSAC) في كامبريدج بتشغيل أول برنامج، وبسبب هذا الحدث، فإنه يعتبر«أول حاسب برنامج مخزون كامل رقمي إلكتروني منتظم جاهز». وهناك ادعاء أيضا حول حاسب لأي بي ام الإلكتروني (IBM SSEC) الذي ظهر في يناير عام 1948م، بأنه أول حاسب للبرنامج المخزون؛ وهذا الادعاء يعد مثيرًا للجدل ليس فقط بسبب نظام الذاكرة الهرمي الخاص بالحاسب الإلكتروني ولكن بسبب أيضا واجهات التشغيل الخاصة به مثل الوصول إلى الناقلات الكهربية أو محركات أقراص التشغيل الذي كان يتحدد بواسطة التوصيل.